# 珀辰施泰因山

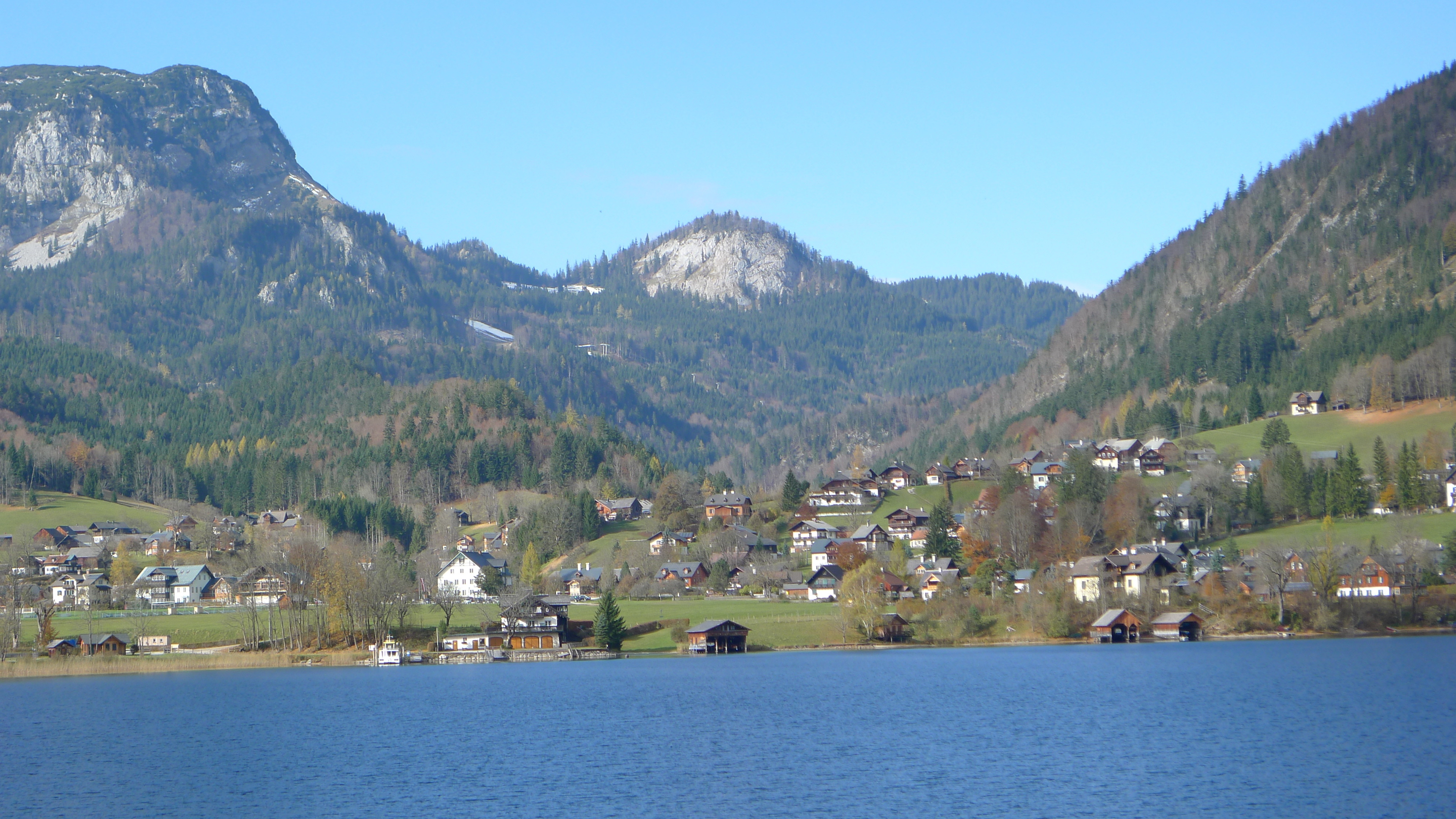

47°40′04″N 13°43′32″E / 47.667884°N 13.725602°E
珀辰施泰因山（德語：Pötschenstein），是奧地利的山峰，位於該國東南部，由施泰爾馬克州負責管轄，屬於托特斯山脈的一部分，海拔高度1,359米，每年平均降雨量1,801毫米。